# Білий ведмідь (герб)

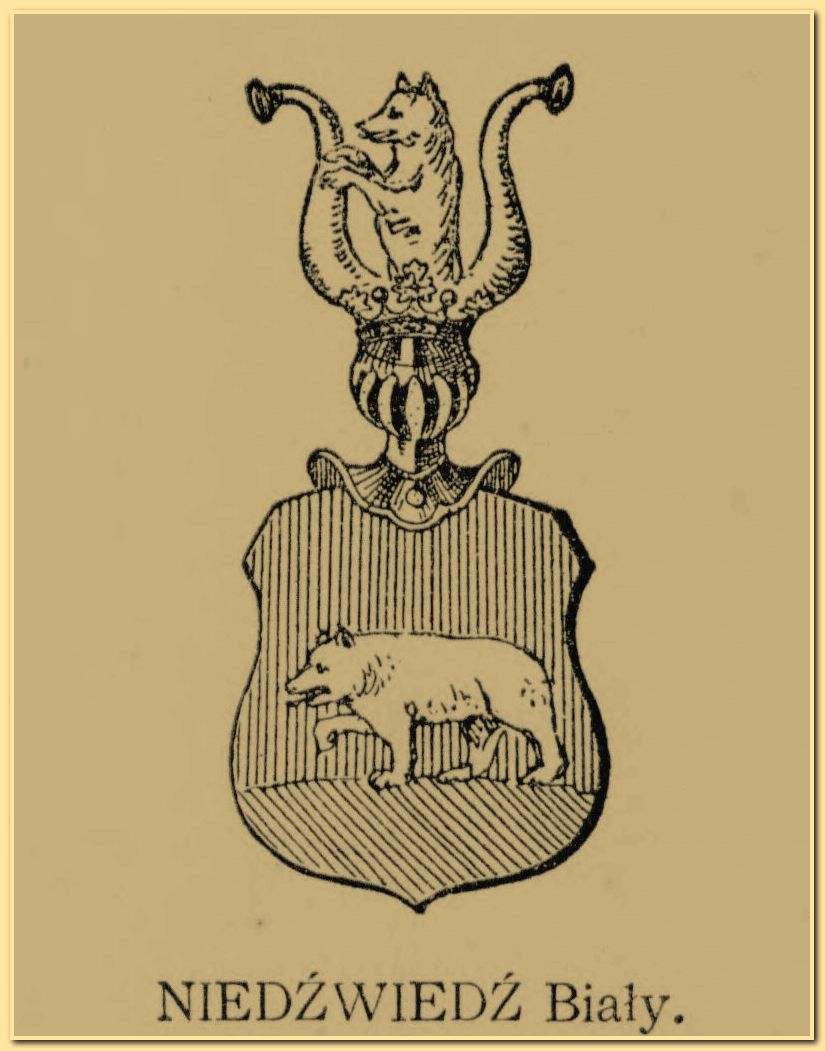
Зображення герба, за словами Юліуша Кароля Островського

Білий ведмідь (пол. Niedźwiedź Biały) − шляхетський герб з нобілітації.

## Опис герба
Опис згідно з класичними правилами блазонування:
У червоному полі, на зеленій траві, срібний ведмідь, що крокує.
Клейнод: над шоломом в короні половина срібного ведмедя, між двома такими ж трубами.
Намет червоний, підбитий сріблом.

## Найбільш ранні згадки
Герб дарований разом з привілеєм нобілітації 9 листопада 1765 Яну Вольському неофітові єврейського походження . Вольський був великим ловчим у князя Радзивілла, охрещеним близько 1750 року. Оригінальний диплом нобілітації Яна Вольського мав у своїх колекціях геральдист граф Юліуш Кароль Островський. .

## Гербовий рід
Одна сім'я гербового роду (герб власний): Вольські.